# Région administrative
 (septembre 2024).
Si vous disposez d'ouvrages ou d'articles de référence ou si vous connaissez des sites web de qualité traitant du thème abordé ici, merci de compléter l'article en donnant les références utiles à sa vérifiabilité et en les liant à la section « Notes et références ».

Nomenclature des unités territoriales statistiques (NUTS) de niveau 2 de l'Union européenne à 27.

La notion de région administrative est différente suivant les pays concernés.

## Allemagne
L'Allemagne est divisée en 16 Länder.

## Belgique
La Belgique est divisée en 3 régions.

## Canada

### Colombie-Britannique
La Colombie-Britannique comprend 27 districts régionaux.

### Québec
Le Québec est divisé en 17 régions administratives. Elles sont divisées suivant leurs caractéristiques géographiques et leurs priorités économiques et culturelles.

## Espagne
L'Espagne est divisée en 17 Communautés Autonomes, auxquelles s'ajoutent Ceuta et Melilla.

## France
La France est divisée en 18 régions. Elles sont divisées selon trois caractéristiques : la personnalité juridique, les compétences et une liberté d'administration.

## Pologne
La Pologne est divisée en 16 voïvodies.

## Suisse
La Suisse est divisée en 7 grandes régions.